# Iran aux Jeux paralympiques d'été de 2024
La participation de l'Iran aux Jeux paralympiques d'été de 2024 a lieu du 28 août au 8 septembre 2024 à Paris, en France. Il s'agit de la 10e apparition de ce pays à la 17e édition de cette compétition.
La délégation iranienne paralympique, sous le surnom « Les Enfants d'Iran », se constitue de 65 athlètes, dont 53 hommes et 12 femmes. Le drapeau iranien est porté par Mohammadreza Mirshafiei et Hajar Safarzadeh.
Pendant ces jeux, la délégation iranienne remporte 25 médailles, dont 8 en or, 10 en argent et 7 en bronze.

## Préparation et objectifs
La délégation iranienne, à son arrivée l'aéroport Charles-de-Gaulle de Paris le 23 août 2024, est accueillie par l'ambassadeur d'Iran en France Mohammad Amin-Nejad, avant de se rendre au village olympique.

## Envoyés d'Iran à Paris

### Délégation
Surnommée « Les Enfants d'Iran » et ayant pour slogan « Foi, Sacrifice, Honneur », la délégation iranienne est composée de 99 personnes au total : 34 entraîneurs et chefs d'équipe ainsi que 65 athlètes, dont 12 femmes et 53 hommes, qui participent aux épreuves de 10 sports : 6 archers, 20 athlètes, 2 céistes, 2 judokas, 6 dynamophiles, 4 tireurs, 2 nageurs, 5 taekwondoïstes, une équipe de 6 pour le goalball et une autre de 12 pour le volley-ball.
| Sport        | Hommes | Femmes | Total |
| ------------ | ------ | ------ | ----- |
| Athlétisme   | 16     | 4      | 20    |
| Canoë-kayak  | 1      | 1      | 2     |
| Goalball     | 6      | 0      | 6     |
| Dynamophilie | 6      | 0      | 6     |
| Judo         | 2      | 0      | 2     |
| Natation     | 2      | 0      | 2     |
| Taekwondo    | 3      | 2      | 5     |
| Tir          | 1      | 3      | 4     |
| Tir à l'arc  | 4      | 2      | 6     |
| Volley-ball  | 12     | 0      | 12    |
| Total        | 53     | 12     | 65    |

La taëkwondoïste de 15 ans Zahra Rahimi est l'athlète la moins âgée de la séléction, tandis que le tireur de 51 ans Mohammadreza Mirshafiei en est le plus âgé.

### Arbitres
L'Iran envoie de surcroît 9 arbitres à cet évènement mondial : Reza Roshan Omid et Mohammadreza Kabiri pour le badminton, Geghard Tahmasian pour le basket-fauteuil, Farzad Felfeli pour le cécifoot, Marjan Teimouri pour le taekwondo, Simin Rezaei pour le tennis de table, Ghazaleh Rasouli pour le tir à l'arc, Sajjad Bagherian pour le triathlon et Mahdi Navidino pour le volley-ball assis.

## Cérémonies d'ouverture et de clôture
La délégation iranienne défile derrière celle de l'Indonésie et devant celle de l'Irak, lors de la parade des nations au cours de la cérémonie d'ouverture, ayant lieu entre l'avenue des Champs-Élysées et la Place de la Concorde.

## Épreuves

### Athlétisme
| Athlète          | Épreuve   | Série   | Série | Demi-finales | Demi-finales | Finale  | Finale                                |
| Athlète          | Épreuve   | Temps   | Rang  | Temps        | Rang         | Temps   | Rang                                  |
| ---------------- | --------- | ------- | ----- | ------------ | ------------ | ------- | ------------------------------------- |
| Hajar Safarzadeh | 200 m T12 | 25 s 04 | 1re   | 25 s 06      | 2e           | 24 s 91 | 4e                                    |
| Hajar Safarzadeh | 400 m T12 | 56 s 34 | 1re   | 56 s 07      | 1re          | 55 s 39 | Médaille d'argent, Jeux paralympiques |

| Athlète                     | Épreuve               | Finale      | Finale                                 |
| Athlète                     | Épreuve               | Performance | Rang                                   |
| --------------------------- | --------------------- | ----------- | -------------------------------------- |
| Ali Olfatnia                | Saut en longueur T37  | 6,04 m      | 4e                                     |
| Mahdi Olad                  | Lancer de poids F11   | 13,89 m     | Médaille d'argent, Jeux paralympiques  |
| Amirhossein Alipour Darbeid | Lancer de poids F11   | 14,78 m     | Médaille d'or, Jeux paralympiques      |
| Aliasghar Javanmardi        | Lancer de poids F35   | 15,84 m     | Médaille de bronze, Jeux paralympiques |
| Alireza Mokhtari            | Lancer de poids F53   | 8,69 m      | Médaille de bronze, Jeux paralympiques |
| Hamed Amiri                 | Lancer de poids F55   | 11,36 m     | 6e                                     |
| Zafar Zaker                 | Lancer de poids F55   | 11,88 m     | Médaille d'argent, Jeux paralympiques  |
| Yasin Khosravi              | Lancer de poids F57   | 15,96 m     | Médaille d'or, Jeux paralympiques      |
| Sajad Nikparast             | Lancer de javelot F13 | 60,44 m     | 5e                                     |
| Ali Pirouj                  | Lancer de javelot F13 | 69,74 m     | Médaille d'argent, Jeux paralympiques  |
| Saeid Afrooz                | Lancer de javelot F34 | 41.16 WR    | Médaille d'or, Jeux paralympiques      |
| Sadegh Beit Sayah           | Lancer de javelot F41 | Disqualifié | -                                      |
| Erfan Bondori Deraznoei     | Lancer de javelot F54 | 29,12 m     | 5e                                     |
| Amanolah Papi               | Lancer de javelot F57 | 47,63 m     | 4e                                     |
| Mahdi Olad                  | Lancer de massue F11  | 39,15 m     | 4e                                     |
| Hassan Bajoulvand           | Lancer de massue F11  | 41,75 m     | Médaille d'argent, Jeux paralympiques  |
| Mostafa Marian              | Lancer de massue F56  | Disqualifié | -                                      |

| Athlète              | Épreuve               | Finale      | Finale                                 |
| Athlète              | Épreuve               | Performance | Rang                                   |
| -------------------- | --------------------- | ----------- | -------------------------------------- |
| Elham Salehi         | Lancer de poids F54   | 7,46 m      | 5e                                     |
| Elham Salehi         | Lancer de javelot F54 | 16,24 m     | Médaille de bronze, Jeux paralympiques |
| Hashemiyeh Motaghian | Lancer de javelot F56 | 21,69 m     | 5e                                     |
| Parastoo Habibi      | Lancer de massue F32  | 26,29 m     | Médaille d'argent, Jeux paralympiques  |

### Canoë-kayak
Deux céistes iraniens, un homme et une femme, accompagnés par Ahmadreza Talebian et Alireza Sohrabian en tant que personnel technique, représentent l'Iran dans les épreuves de canoë-kayak, qui se déroulent du 6 au 8 septembre au stade nautique de Vaires-sur-Marne.
| Athlète                  | Compétition | Séries  | Séries | Demi-finales | Demi-finales | Finales | Finales |
| Athlète                  | Compétition | Temps   | Rang   | Temps        | Rang         | Temps   | Rang    |
| ------------------------ | ----------- | ------- | ------ | ------------ | ------------ | ------- | ------- |
| Saeid Hosseinpoorzarouni | KL1         | 50 s 70 | 3e     | 49 s 53      | 1er          | 49 s 16 | 5e      |

| Athlètes           | Compétition | Séries  | Séries | Demi-finales | Demi-finales | Finales | Finales |
| Athlètes           | Compétition | Temps   | Rang   | Temps        | Rang         | Temps   | Rang    |
| ------------------ | ----------- | ------- | ------ | ------------ | ------------ | ------- | ------- |
| Shahla Behrouzirad | KL3         | 52 s 70 | 5e     | 52 s 12      | 4e           | 51 s 87 | 10e     |

### Goalball
| Athlètes | Phase de groupe        | Phase de groupe  | Phase de groupe           | Phase de groupe | Quart de finale       | Demi-finale / MC | Finale / MB               | Rang |
| Athlètes | Adversaire Score       | Adversaire Score | Adversaire Score          | Rang            | Adversaire Score      | Adversaire Score | Adversaire Score          | Rang |
| --- | ---------------------- | ---------------- | ------------------------- | --------------- | --------------------- | ---------------- | ------------------------- | ---- |
| Mohammadmahdi Nafisinasab Hassan Jafari Mahdi Abbasi Nematollah Sarafraz Milad Souri Mohammad Parnia Jomairan | France Victoire 12 - 8 | Brésil 7 - 7     | États-Unis Défaite 14 - 7 | 3e du gr. A     | Ukraine Défaite 3 - 6 | -                | États-Unis Victoire 4 - 3 | 5e   |

### Haltérophilie
| Athlète              | Catégorie      | Développé-couché | Développé-couché                       |
| Athlète              | Catégorie      | Résultat         | Rang                                   |
| -------------------- | -------------- | ---------------- | -------------------------------------- |
| Mohsen Bakhtiar      | Hommes -59 kg  | 197 kg           | Médaille de bronze, Jeux paralympiques |
| Amir Jafari          | Hommes -65 kg  | 206 kg           | 4e                                     |
| Rouhollah Rostami    | Hommes -80 kg  | 242 kg           | Médaille d'or, Jeux paralympiques      |
| Hamed Solhipour      | Hommes -97 kg  | 218 kg           | 4e                                     |
| Aliakbar Gharibshahi | Hommes -107 kg | 252 kg           | Médaille d'or, Jeux paralympiques      |
| Ahmad Aminzadeh      | Hommes +107 kg | 263 kg           | Médaille d'or, Jeux paralympiques      |

### Judo
Deux judokas, accompagnés par Mohammadreza Haji Yousefzadeh, Mohsen Zakaria et Alireza Amini en tant que personnel technique, représentent l'Iran dans l'épreuve masucline de para-judo, qui se passe du 5 au 7 septembre à l'Arena Champ-de-Mars.
| Athlète             | Compétition       | 1er tour                  | Quart de finale     | Demi-finale          | Repêchage 1         | Repêchage 2         | Finale / MB         | Rang                                  |
| Athlète             | Compétition       | Adversaire Résultat       | Adversaire Résultat | Adversaire Résultat  | Adversaire Résultat | Adversaire Résultat | Adversaire Résultat | Rang                                  |
| ------------------- | ----------------- | ------------------------- | ------------------- | -------------------- | ------------------- | ------------------- | ------------------- | ------------------------------------- |
| Meysam Banitaba     | Moins de 60 kg J1 | Exempté                   | Zhu Victoire 10-0   | Parmar Victoire 10-0 | Non disputé         | Non disputé         | Bouamer Défaite 0-1 | Médaille d'argent, Jeux paralympiques |
| Mousa Gholamishafia | Moins de 90 kg J1 | Arstanbekov Victoire 10-0 | Powell Défaite 0-10 | Non disputé          | Non disputé         | Cretul Défaite 0-10 | Éliminé             | Éliminé                               |

### Natation
Pour les épreuves de natation ayant lieu du 29 au 7 septembre à Paris La Défense Arena, l'Iran est représenté par deux nageurs accompagnés par Alireza Izadi en tant que personnel technique.
| Athlète            | Épreuve                 | Séries        | Séries | Finale        | Finale  |
| Athlète            | Épreuve                 | Temps         | Rang   | Temps         | Rang    |
| ------------------ | ----------------------- | ------------- | ------ | ------------- | ------- |
| Sina Zeyghaminejad | 100 mètres brasse SB9   | 1 min 10 s 58 | 4e     | 1 min 12 s 96 | 8e      |
| Sina Zeyghaminejad | 200 mètres 4 nages SM10 | 2 min 30 s 51 | 8e     | Éliminé       | Éliminé |
| Shahin Izadyar     | 100 mètres brasse SB9   | 1 min 13 s 04 | 7e     | Éliminé       | Éliminé |

### Taekwondo
| Athlète             | Catégorie | Huitième de finale   | Quart de finale        | Demi-finale               | Repêchage           | Match pour la médaille de bronze | Rang                                   |
| Athlète             | Catégorie | Adversaire Résultat  | Adversaire Résultat    | Adversaire Résultat       | Adversaire Résultat | Adversaire Résultat              | Rang                                   |
| ------------------- | --------- | -------------------- | ---------------------- | ------------------------- | ------------------- | -------------------------------- | -------------------------------------- |
| Saeid Sadeghianpour | -63Kg     | Jagiri Victoire 28-2 | Torquato Défaite 10-22 | Éliminé                   | Milad Défaite       | Éliminé                          | 7e                                     |
| Alireza Bakht       | -80Kg     | Exempté              | Dombayev Victoire 7-5  | Toshtemirov Défaite 12-18 | -                   | Spajić Victoire 29-6             | Médaille de bronze, Jeux paralympiques |
| Hamed Haghshenas    | 80Kg      | Exempté              | Ludong Victoire 19-16  | Bush Défaite 13-26        | -                   | Omirali Victoire 16-14           | Médaille de bronze, Jeux paralympiques |

| Athlète             | Catégorie | Huitième de finale  | Quart de finale     | Demi-finale         | Repêchage           | Match pour la médaille de bronze | Finale                  | Rang                                  |
| Athlète             | Catégorie | Adversaire Résultat | Adversaire Résultat | Adversaire Résultat | Adversaire Résultat | Adversaire Résultat              | Adversaire Résultat     | Rang                                  |
| ------------------- | --------- | ------------------- | ------------------- | ------------------- | ------------------- | -------------------------------- | ----------------------- | ------------------------------------- |
| Maryam Abdollahpour | -47Kg     | Exemptée            | Shao Défaite 9-19   | Éliminée            | -                   | Phuangkitcha Défaite 4-4         | Éliminée                | 5e                                    |
| Zahra Rahimi        | -52Kg     | Shao Victoire 13-2  | Kjaer Victoire 6-4  | Stumpf Victoire 6-0 | -                   | -                                | Ulambayaryn Défaite 2-5 | Médaille d'argent, Jeux paralympiques |

### Tir
| Sportif                 | Discipline                         | Qualification | Qualification | Finale | Finale |
| Sportif                 | Discipline                         | Score         | Rang          | Score  | Rang   |
| ----------------------- | ---------------------------------- | ------------- | ------------- | ------ | ------ |
| Mohammadreza Mirshafiei | Pistolet à 10 m air comprimé - SH1 | 56,8          | 4e            | 111,7  | 8e     |

| Sportive         | Discipline                                  | Qualification | Qualification | Finale   | Finale                            |
| Sportive         | Discipline                                  | Score         | Rang          | Score    | Rang                              |
| ---------------- | ------------------------------------------- | ------------- | ------------- | -------- | --------------------------------- |
| Sareh Javanmardi | Pistolet à 10 m air comprimé - SH1          | 57,0          | 1re           | 238,8    | Médaille d'or, Jeux paralympiques |
| Nasrin Shahi     | Pistolet à 10 m air comprimé - SH1          | Disqualifiée  | Disqualifiée  | -        | -                                 |
| Roghayeh Shojaei | Carabine à air comprimé à 10 m debout - SH1 | 617,1         | 9e            | Éliminée | Éliminée                          |
| Roghayeh Shojaei | Carabine à 50 m 3 positions - SH1           | 115,1         | 11e           | Éliminée | Éliminée                          |

| Sportif                 | Discipline            | Qualification | Qualification | Finale  | Finale  |
| Sportif                 | Discipline            | Score         | Rang          | Score   | Rang    |
| ----------------------- | --------------------- | ------------- | ------------- | ------- | ------- |
| Sareh Javanmardi        | Pistolet à 50 m - SH1 | 54,2          | 4e            | 159,4   | 5e      |
| Mohammadreza Mirshafiei | Pistolet à 50 m - SH1 | 52,3          | 18e           | Éliminé | Éliminé |

### Tir à l'arc
| Athlète                 | Compétition           | Tour préliminaire | Tour préliminaire | Seizièmes de finale       | Huitièmes de finale      | Quarts de finale   | Demi-finales      | Finale Match pour la 3e place | Rang                                   |
| Athlète                 | Compétition           | Score             | Rang              | Adversaire Score          | Adversaire Score         | Adversaire Score   | Adversaire Score  | Adversaire Score              | Rang                                   |
| ----------------------- | --------------------- | ----------------- | ----------------- | ------------------------- | ------------------------ | ------------------ | ----------------- | ----------------------------- | -------------------------------------- |
| Hadi Nouri              | Libre - Arc à poulies | 682               | 22e               | Bonacina Victoire 141-139 | Macqueen Défaite 139-140 | Éliminé            | Éliminé           | Éliminé                       | Éliminé                                |
| Alisina Manshaezadeh    | Libre - Arc à poulies | 672               | 29e               | Tremblay Défaite 135-140  | Éliminé                  | Éliminé            | Éliminé           | Éliminé                       | Éliminé                                |
| Gholamreza Rahimi       | Libre - Arc classique | 640               | 8e                | Setiawan Défaite 4-6      | Éliminé                  | Éliminé            | Éliminé           | Éliminé                       | Éliminé                                |
| Mohammadreza Arab Ameri | Libre - Arc classique | 645               | 5e                | Musayev Victoire 6-4      | Selvathamby Victoire 6-2 | Savas Victoire 6-0 | Singh Défaite 3-7 | Kenton-Smith Victoire 6-0     | Médaille de bronze, Jeux paralympiques |

| Athlète         | Compétition           | Tour préliminaire | Tour préliminaire | Seizièmes de finale  | Huitièmes de finale      | Quarts de finale                | Demi-finales          | Finale Match pour la 3e place | Rang                                  |
| Athlète         | Compétition           | Score             | Rang              | Adversaire Score     | Adversaire Score         | Adversaire Score                | Adversaire Score      | Adversaire Score              | Rang                                  |
| --------------- | --------------------- | ----------------- | ----------------- | -------------------- | ------------------------ | ------------------------------- | --------------------- | ----------------------------- | ------------------------------------- |
| Fatemeh Hemmati | Libre - Arc à poulies | 696               | 2e                | Exemptée             | Yueshan Victoire 142-138 | Rigault-Chupin Victoire 143-140 | Pine Victoire 146-143 | Cüre Défaite 141-144          | Médaille d'argent, Jeux paralympiques |
| Somayeh Rahimi  | Libre - Arc classique | 574               | 12e               | Benhami Victoire 6-0 | Poimenidou Victoire 6-0  | Yang Défaite 0-6                | Éliminée              | Éliminée                      | Éliminée                              |

| Athlètes                               | Compétition           | Tour préliminaire | Tour préliminaire | Huitièmes de finale       | Quarts de finale        | Demi-finales          | Finale Match pour la 3e place | Rang                                  |
| Athlètes                               | Compétition           | Score             | Rang              | Adversaire Score          | Adversaire Score        | Adversaire Score      | Adversaire Score              | Rang                                  |
| -------------------------------------- | --------------------- | ----------------- | ----------------- | ------------------------- | ----------------------- | --------------------- | ----------------------------- | ------------------------------------- |
| Fatemeh Hemmati Hadi Nouri             | Libre - Arc à poulies | 1378              | 4e                | Exemptés                  | Brésil Victoire 153-151 | Inde Victoire 152-152 | Royaume-Uni Défaite 151-155   | Médaille d'argent, Jeux paralympiques |
| Somayeh Rahimi Mohammadreza Arab Ameri | Libre - Arc classique | 1219              | 6e                | Corée du Sud Victoire 5-4 | Turquie Défaite 2-6     | Éliminés              | Éliminés                      | Éliminés                              |

### Volley-ball
| Athlètes | Phase de groupe      | Phase de groupe     | Phase de groupe        | Phase de groupe | Quart de finale / MC | Demi-finale         | Finale / MB                     | Rang                              |
| Athlètes | Adversaire Score     | Adversaire Score    | Adversaire Score       | Rang            | Adversaire Score     | Adversaire Score    | Adversaire Score                | Rang                              |
| --- | -------------------- | ------------------- | ---------------------- | --------------- | -------------------- | ------------------- | ------------------------------- | --------------------------------- |
| Hossein Golestani Hamidreza Abbasifeshki Davoud Alipourian Ramezan Salehi Sadegh Bigdeli Meysam Hajibabaei Movahhed Meisam Ali Pour Isa Zirahi Majid Lashkarisanami Mohammed Nemati Morteza Mehrzad Mahdi Babadi | Ukraine Victoire 3-0 | Brésil Victoire 3-0 | Allemagne Victoire 3-0 | 1er du gr. B    | Exempté              | Égypte Victoire 3-1 | Bosnie-Herzégovine Victoire 3-1 | Médaille d'or, Jeux paralympiques |

## Bilan et résultats

### Bilan général
| Sport         | Médaille d'or, Jeux paralympiques | Médaille d'argent, Jeux paralympiques | Médaille de bronze, Jeux paralympiques | Total | Rang pays |
| ------------- | --------------------------------- | ------------------------------------- | -------------------------------------- | ----- | --------- |
| Athlétisme    | 3                                 | 6                                     | 3                                      | 12    | 18e       |
| Haltérophilie | 3                                 | 0                                     | 1                                      | 4     | 2e        |
| Judo          | 0                                 | 1                                     | 0                                      | 1     | 15e       |
| Taekwondo     | 0                                 | 1                                     | 2                                      | 3     | 10e       |
| Tir           | 1                                 | 0                                     | 0                                      | 1     | 7e        |
| Tir à l'arc   | 0                                 | 2                                     | 1                                      | 3     | 7e        |
| Volley-ball   | 1                                 | 0                                     | 0                                      | 1     | 1er       |
| Total         | 8                                 | 10                                    | 7                                      | 25    |           |

| Jour          | Médaille d'or, Jeux paralympiques | Médaille d'argent, Jeux paralympiques | Médaille de bronze, Jeux paralympiques | Total |
| ------------- | --------------------------------- | ------------------------------------- | -------------------------------------- | ----- |
| 29 août       | 0                                 | 1                                     | 0                                      | 1     |
| 30 août       | 0                                 | 2                                     | 0                                      | 2     |
| 31 août       | 1                                 | 1                                     | 2                                      | 4     |
| 1er septembre | 0                                 | 0                                     | 1                                      | 1     |
| 2 septembre   | 1                                 | 2                                     | 0                                      | 3     |
| 3 septembre   | 0                                 | 1                                     | 0                                      | 1     |
| 4 septembre   | 1                                 | 0                                     | 1                                      | 2     |
| 5 septembre   | 0                                 | 3                                     | 2                                      | 5     |
| 6 septembre   | 3                                 | 0                                     | 0                                      | 3     |
| 7 septembre   | 0                                 | 0                                     | 1                                      | 1     |
| 8 septembre   | 2                                 | 0                                     | 0                                      | 2     |
| Total         | 8                                 | 10                                    | 7                                      | 25    |

| Sexe   | Médaille d'or, Jeux paralympiques | Médaille d'argent, Jeux paralympiques | Médaille de bronze, Jeux paralympiques | Total |
| ------ | --------------------------------- | ------------------------------------- | -------------------------------------- | ----- |
| Hommes | 7                                 | 5                                     | 6                                      | 18    |
| Femmes | 1                                 | 4                                     | 1                                      | 6     |
| Mixte  | 0                                 | 1                                     | 0                                      | 1     |
| Total  | 8                                 | 10                                    | 7                                      | 25    |

### Médaillés
| Médaille | Athlète(s)                              | Sport         | Discipline | Date          |
| -------- | --------------------------------------- | ------------- | ---------- | ------------- |
| Or       | Sareh Javanmardi                        | Tir           |            | 31 août       |
| Or       | Amirhossein Alipour Darbeid             | Athlétisme    |            | 2 septembre   |
| Or       | Saeid Afrooz                            | Athlétisme    |            | 4 septembre   |
| Or       | Rouhollah Rostami                       | Haltérophilie |            | 6 septembre   |
| Or       | Équipe d'Iran de volley-ball assis (en) | Volley-ball   |            | 6 septembre   |
| Or       | Yasin Khosravi                          | Athlétisme    |            | 6 septembre   |
| Or       | Aliakbar Gharibshahi                    | Haltérophilie |            | 8 septembre   |
| Or       | Ahmad Aminzadeh                         | Haltérophilie |            | 8 septembre   |
| Argent   | Zahra Rahimi                            | Taekwondo     |            | 29 août       |
| Argent   | Parastoo Habibi                         | Athlétisme    |            | 30 août       |
| Argent   | Zafar Zaker                             | Athlétisme    |            | 30 août       |
| Argent   | Fatemeh Hemmati                         | Tir à l'arc   |            | 31 août       |
| Argent   | Fatemeh Hemmati Hadi Nori               | Tir à l'arc   |            | 2 septembre   |
| Argent   | Mahdi Olad                              | Athlétisme    |            | 2 septembre   |
| Argent   | Hajar Safarzadeh                        | Athlétisme    |            | 3 septembre   |
| Argent   | Hassan Bajoulvand                       | Athlétisme    |            | 5 septembre   |
| Argent   | Meysam Banitaba                         | Judo          |            | 5 septembre   |
| Argent   | Ali Pirouj                              | Athlétisme    |            | 5 septembre   |
| Bronze   | Alireza Bakht                           | Taekwondo     |            | 31 août       |
| Bronze   | Hamed Haghshenas                        | Taekwondo     |            | 31 août       |
| Bronze   | Alireza Mokhtari                        | Athlétisme    |            | 1er septembre |
| Bronze   | Mohammad Reza Arab Ameri                | Tir à l'arc   |            | 4 septembre   |
| Bronze   | Mohsen Bakhtiar                         | Haltérophilie |            | 5 septembre   |
| Bronze   | Aliasghar Javanmardi                    | Athlétisme    |            | 5 septembre   |
| Bronze   | Elham Salehi                            | Athlétisme    |            | 7 septembre   |

## Diffusion des jeux en Iran
En Iran, les jeux sont diffusé par les chaînes consacrées au sport, à savoir IRIB TV3 (fa) et IRIB Varzesh (fa). Il se peut également que les jeux soient regardés sur des chaînes persanophones retransmises par satellite, comme Persiana Sport.